# رباتیک

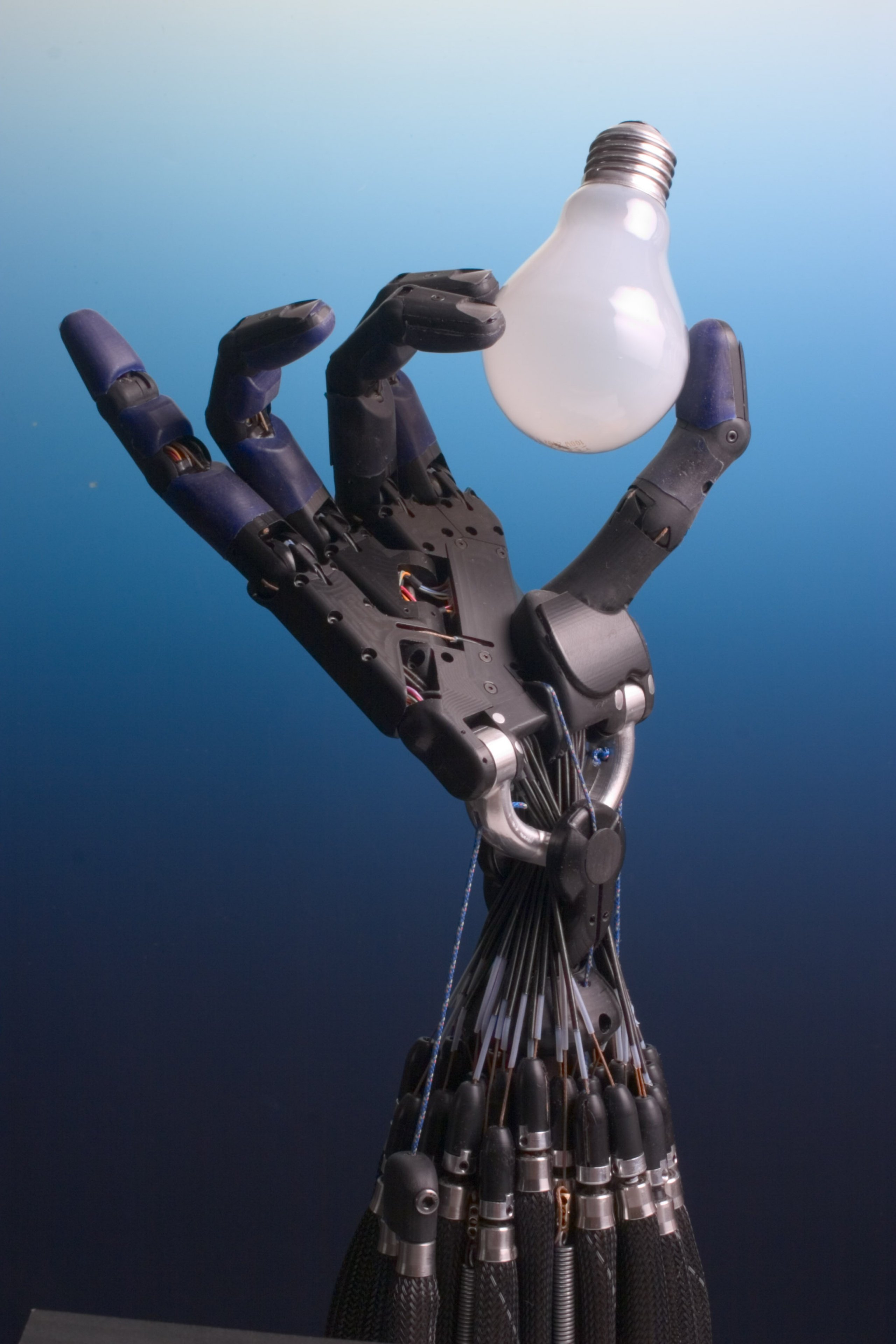
سامانه دست رباتی سایه

رباتیک، شاخه‌ای میان مهندسی و علم است که شامل مهندسی مکانیک، مهندسی برق و علوم رایانه می‌شود. رباتیک شامل طراحی، ساخت، راه‌اندازی و کاربرد ربات‌ها می‌شود. همچنین سامانه‌های رایانه‌ای، کنترل، بازخورد حسگرها و پردازش اطلاعات نیز در این گروه قرار می‌گیرند.

## هدف
این فناوریها برای جایگزینی ماشین‌ها با انسان استفاده می‌شود. رباتها می‌توانند در هر موقعیت و برای هر منظوری به کار بروند ولی امروزه بسیاری از آن‌ها در محیط‌های خطرناک، فرایندهای تولید یا مکانهایی که انسان قادر به حیات نیست، استفاده می‌شوند. رباتها می‌توانند به هر شکل و قیافه‌ای باشند ولی بعضی از آن‌ها طراحی می‌شوند تا شبیه انسان به نظر برسند. تلاش می‌شود که رباتهای انسان نما بتوانند راه رفتن، حرف زدن، شناختن و مخصوصاً هر چیزی را که انسان می‌تواند انجام دهد، تقلید کنند.  
ایده ایجاد ماشین‌هایی که بتوانند به شکل خودکار کار کنند، به دوران قدیم بازمی گردد ولی تحقیق اساسی در مورد استفاده‌ از رباتها تا قرن بیستم انجام نشده بود. امروزه رباتیک یک حوزه از علم با رشد سریع است، هم‌زمان با ادامه پیشرفتهای تکنولوژی، تحقیق، طراحی و ساخت رباتهای جدید در خدمت اهداف عملی متعددی در حوزه‌های خانگی، صنعتی و نظامی انجام می‌گیرد.

## ریشه‌شناسی

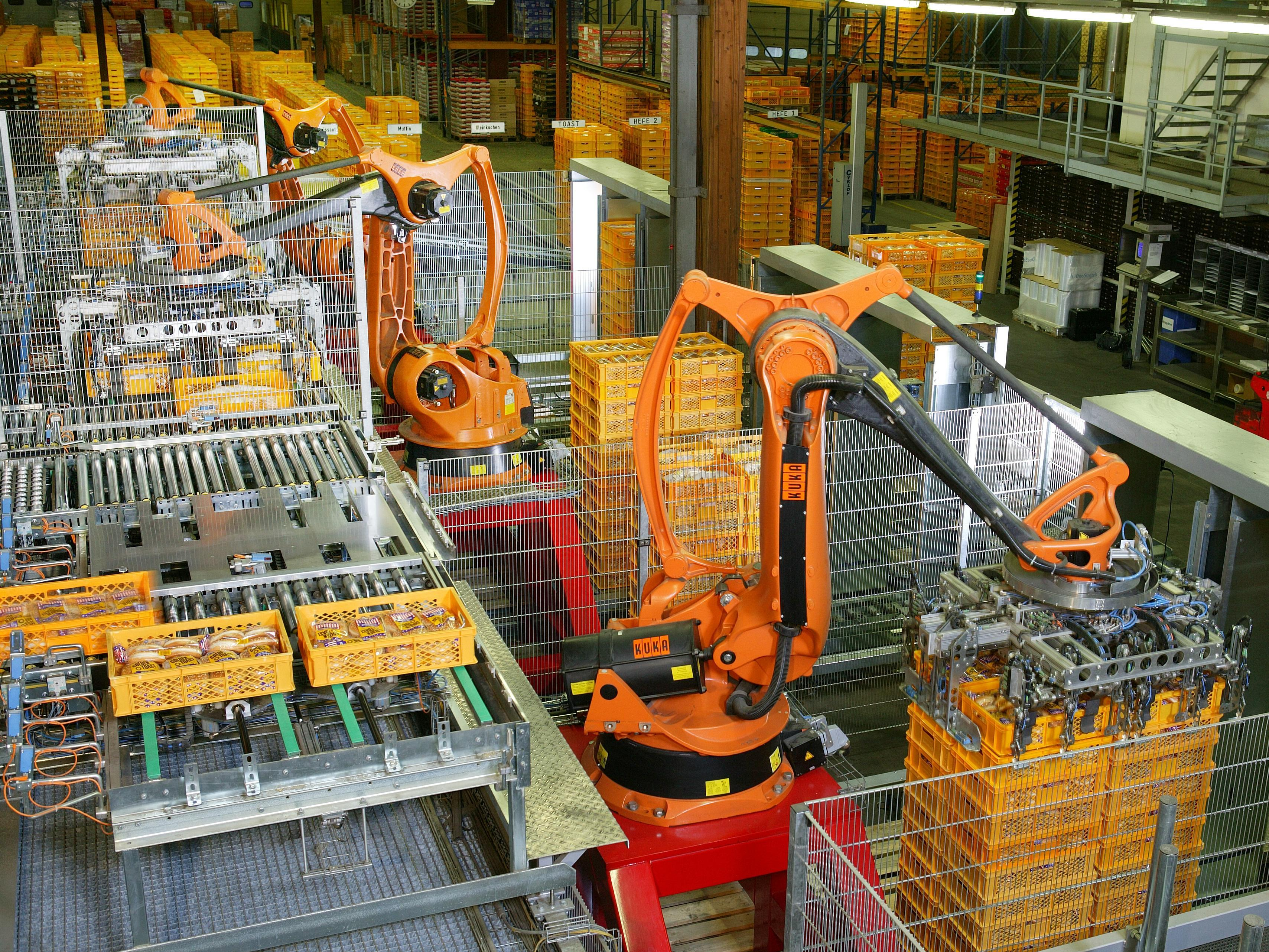
مرتبط

کلمه ربات برای اولین بار توسط نویسنده‌ای از اهالی چکسلواکی به نام کارل چاپک و در نمایشنامه‌ای به اسم کارخانه ربات‌سازی روسوم در سال ۱۹۲۰ معرفی شد. کلمه روبات از واژه اسلاوی "روبوتا" به دست آمده‌است که در اصل به معنی کارگر به کار می‌رود. نمایشنامه در مورد یک کارخانه است که آدم‌های مصنوعی به نام ربات‌ها تولید می‌کند؛ موجوداتی که می‌توانند با انسان‌ها اشتباه گرفته شوند و این بسیار مشابه ایده‌های مدرن امروزی در مورد انسان نماها است. کارل چاپک این کلمه را متعلق به خودش نمی‌داند، وی یک نامه کوتاه به قسمت ریشه‌شناسی لغات در فرهنگ انگلیسی آکسفورد نوشته‌است که در آن برادرش جوزف چاپک را به عنوان ابداع‌کننده اصلی این کلمه نام برده‌است.
مطابق فرهنگ انگلیسی آکسفورد، کلمه رباتیک اولین بار در نوشته‌ای توسط آیزاک آسیموف، در قسمتی از یک داستان کوتاه علمی تخیلی به نام «دروغگو» به کار برده شد. این داستان اولین بار در مجله علمی تخیلی استوندینگ چاپ شد. در آن هنگام آسیموف خودش نمی‌دانست که این کلمه به نام او ثبت خواهد شد؛ وی فکر می‌کرد همان گونه که علم و تکنولوژی مربوط به وسایل الکترونیکی را الکترونیک می‌نامند، پس رباتیک به علم و تکنولوژی مربوط به رباتها اشاره خواهد داشت. آسیموف در بعضی از آثارش خاطر نشان می‌کند که اولین کاربرد کلمه رباتیک در داستان کوتاه او به نام «سرگردانی» (مجله علمی تخیلی استوندینگ، مارس ۱۹۴۲) بوده‌است
جوزف انگل‌برگر (Joseph Engelberger) را به علت اینکه اولین شرکت رباتیک دنیا را در سال ۱۹۵۶ تأسیس کرد، پدر علم رباتیک لقب داده‌اند. او با همکاری جرج دوول، اولین ربات صنعتی آمریکا را اختراع کرد.

## تاریخچه
در سال ۱۹۴۸، نوربرت وینر اصول سایبرنتیک را که اساس روباتیک عملی است تدوین کرد.
رباتهای کاملاً خودمختار در نیمه دوم قرن بیستم ظاهر شدند. ربات Unimate که اولین ربات دیجیتالی و قابل برنامه‌ریزی بود در سال ۱۹۶۱ نصب شد تا قطعات فلزی داغ را از دستگاه ریخته‌گری تحت فشار بردارد و روی هم بگذارد." رُباتهای تجاری و صنعتی امروزه رواج یافته‌اند و برای انجام کارها به شیوه‌ای ارزان‌تر، دقیق‌تر و قابل اطمینان‌تر در مقایسه با انسان‌ها به کار گرفته می‌شوند. همچنین، از آنها برای انجام برخی مشاغل که به دلیل کثیف، خطرناک یا ملال‌آور بودن برای انسان مناسب نیستند، استفاده می‌شود.
ربات‌ها به‌طور گسترده‌ای در تولید، مونتاژ، بسته‌بندی، معدن، حمل و نقل، اکتشافات زمینی و فضایی، جراحی، تسلیحات، تحقیقات آزمایشگاهی، ایمنی و تولید انبوه کالاهای مصرفی و صنعتی مورد استفاده قرار می‌گیرند.